# František Kotlaba

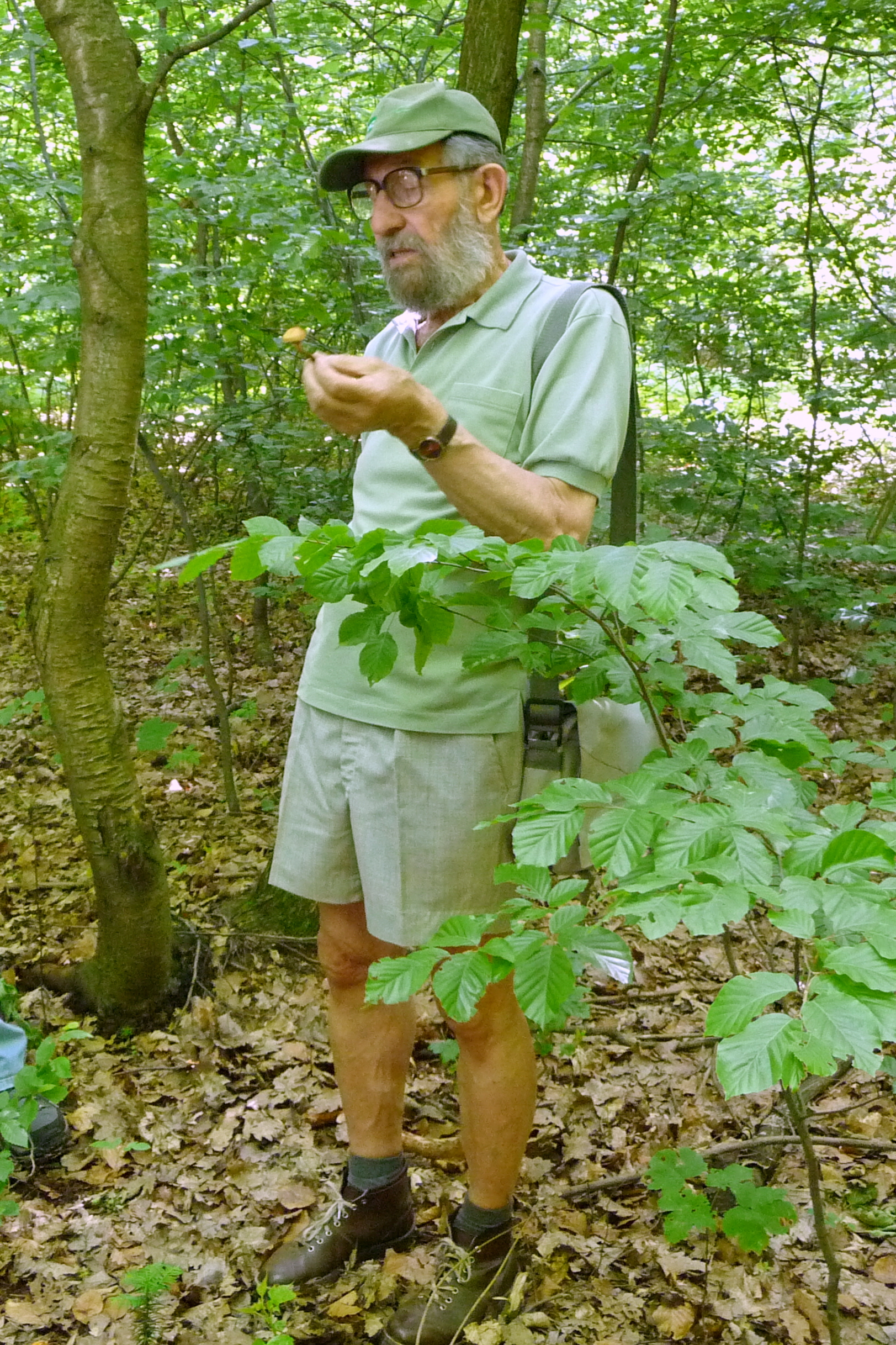

František Kotlaba (* 20. Mai 1927 in Vlastiboř, Tschechoslowakei; † 11. Juni 2020 in Prag) war ein tschechischer Botaniker und Mykologe. Sein botanisch-mykologisches Autorenkürzel lautet „Kotl.“.

## Leben
Nach seinem Studium der Naturwissenschaften und Pädagogik an der Karls-Universität Prag erhielt Kotlaba 1957 eine Stelle am Nationalmuseum in Prag. Von 1962 bis 1990 war er wissenschaftlicher Mitarbeiter am Institut für Botanik der Tschechischen Akademie der Wissenschaften in Průhonice.
Kotlaba war lange Zeit Redaktionsmitglied der wissenschaftlichen Zeitschrift Mykologické listy und ist Autor mehrerer Bücher, teilweise auch populärwissenschaftlicher Art. Eines seiner Bücher, das von František Procházka illustriert wurde, ist auch in deutscher Ausgabe unter dem Titel Unsere Pilze erschienen. Die mykologische Zeitschrift Česká Mykologie, für die er zahlreiche Beiträge lieferte, widmete ihm zu seinem 80. Geburtstag 2007 eine Ausgabe. Auch eine Gattung aus der Familie der Stielporlingsverwandten wurde ihm zu Ehren Frantisekia benannt.

## Forschung
Kotlabas Hauptforschungsgebiete waren Taxonomie, Verbreitung und Ökologie der Blätterpilze und Porlinge. Außerdem hat er mehrere Arbeiten zum Pilzschutz veröffentlicht.

## Schriften
- (1984): Zeměpisné rozšíření a ekologie chorošů (Polyporales s. l.) v Československu (1984) (Verbreitung und Ökologie der Porlinge (Polyporales s. l.) in der Tschechoslowakei).